# میتیکا، زنگ‌ها برای چه به صدا درآمده‌اند؟
میتیکا، زنگ‌ها برای چه به صدا درآمده‌اند؟ (رومانیایی: De ce trag clopotele, Mitică?) با نامِ بین‌المللی صحنه‌های کارناوال یک فیلم درام رومانیایی به کارگردانی لوچیان پینتیلیه است که در سال ۱۹۸۱ به نمایش درآمد.

## چکیده داستان
دیدینا مازو، زن نشانده پامپتون، عاشق آرایشگر نای گیریمه، دون ژوان منطقه است. اما نای خود عاشق میتا باستون است که معشوقه کراکانل است. نامه ای را که میتا باستون برای نای فرستاده، (که نای آن را گم کرده) و پامپتون در خانه دیدینا پیدا می‌کند، سبب فرستادن او به یک پیگیری دروغین، و بالا آوردن یک رسوایی می‌شود. همه چیز در برابر پس زمینه روزهای کارناوال که یک رویداد بزرگ در حومه شهر است، شکل می‌گیرد. این دنیایی است که بقا در آن بی وقفه به مردمانی بستگی دارد که خود را، یا دیگران را گول‌می‌زنند.

## بازیگران
- ویکتور ربنجوک
- تورا واسیلسکو
- گئورگه دینیکا
- میرچئا دیاکونو
- اشتفان بانیکا
- تامارا بوچوچانو
- ماریانا میهوتس
- پتره گئورگیو